# 캐롤 오마트

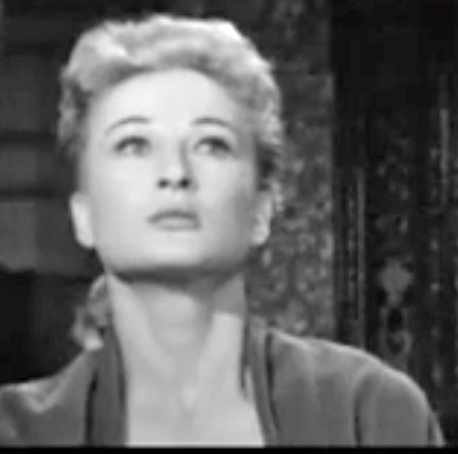

캐롤 오마트(Carol Ohmart, 1927년 7월 3일 ~ 2002년 1월 1일)는 미국의 배우, 모델, 텔레비전 배우, 영화배우이다.
솔트레이크시티에서 태어났으며 포트콜린스에서 사망하였다.

## 영화
- 스파이더 베이비 (1968년)
- 헌티드 힐 (1959년) - 아나벨 로렌 역
- 선셋 77번가 (1958년)
- 와일드 파티 (1956년)